# لوسیک آگولتسی
لوسیک آگولتسی (ارمنی: Լուսիկ Ագուլեցի؛ زادهٔ ۳۱ مهٔ ۱۹۴۶ - درگذشته ۳۱ ژوئیهٔ ۲۰۱۸) نژادشناس اهل ارمنستان بود.

## زندگی‌نامه
وی با نام اصلی لوسیک ژرژیکی ساموئلیان (ارمنی: Լուսիկ Ժորժիկի Սամվելյան) در ۳۱ مه ۱۹۴۶ در آگولیس بالا به دنیا آمد و از کالج دولتی هنرهای زیبای پانوس ترلمازیان فارغ‌التحصیل گشت. وی برنده جوایزی همچون مدال موسس خورناتسی شد. وی در روز جمعه ۳۱ ژوئیه ۲۰۱۸ در سن ۷۲ سالگی درگشت.